# Liste der Kulturgüter in Muzzano
Die Liste der Kulturgüter in Muzzano enthält alle Objekte in der Gemeinde Muzzano im Kanton Tessin, die gemäss der Haager Konvention zum Schutz von Kulturgut bei bewaffneten Konflikten, dem Bundesgesetz vom 20. Juni 2014 über den Schutz der Kulturgüter bei bewaffneten Konflikten sowie der Verordnung vom 29. Oktober 2014 über den Schutz der Kulturgüter bei bewaffneten Konflikten unter Schutz stehen.
Objekte der Kategorie A sind im Gemeindegebiet nicht ausgewiesen, Objekte der Kategorie B sind vollständig in der Liste enthalten, Objekte der Kategorie C fehlen zurzeit (Stand: 1. Januar 2023).

## Kulturgüter
| Foto |                                                                                     | Objekt | Kat. | Typ | Standort                             | Beschreibung |
| ---- | ----------------------------------------------------------------------------------- | --- | ---- | --- | ------------------------------------ | ------------ |
| ja   | Datei hochladen · Wikidata zu Haus Lamoni (Q29884566)                               | Casa Lamoni KGS-Nr.: 05643                                                                                         | B    | G   | Contrada Antica 7, 7a 714964 / 95117 |              |
| ja   | Datei hochladen · Wikidata zu Pfarrkirche Annunciazione di Maria Vergine (Q3673803) | Pfarrkirche Annunciazione di Maria Vergine / Chiesa parrochiale dell’Annunciazione di Maria Vergine KGS-Nr.: 05644 | B    | G   | Piazza delle Scuole 2 714955 / 95174 |              |
| ja   | Datei hochladen · Wikidata zu Oratorium Sant’Andrea ad Agnuzzo (Q3674541)           | Oratorium Sant’Andrea ad Agnuzzo / Oratorio di Sant’Andrea ad Agnuzzo KGS-Nr.: 05645                               | B    | G   | Piazza Sant’Andrea 1 714336 / 94646  |              |